# 神戸北町
神戸北町（こうべきたまち）は、神戸市北区に伊藤忠商事・神戸電鉄・兼松江商が共同で開発したニュータウン。

## 概要
国際港湾都市・神戸の中心である「三宮」から北西8 - 15kmの丘陵地約158haを、総合商社の伊藤忠商事、地元で手堅く不動産開発を進める神戸電鉄、大手商社の兼松江商が共同で開発を行ったものである。
宅地造成事業は、1986年（昭利61年）10月に「山の街ニュータウン土地区画整理事業」として建設省から高く評価され、関西初の優良計画開発事業として認定されており、全体の土地利用計画は、住宅用地69.5ha・公共施設用地58.7ha・公 益施設用地18.2ha・その他11.7haで計158.1haとなっている。

## 参画事業者

### 開発事業主
- 伊藤忠商事（総合商社）
- 神戸電鉄（準大手私鉄）
- 兼松江商（大手商社）

### 販売事業者
- 伊藤忠ハウジング（伊藤忠グループ）
- 神鉄住宅販売（神戸電鉄グループ）
- 北神急行電鉄（神戸電鉄グループ）
- 兼松江商

### おもな住宅メーカー
- 神鉄ハウジング（神戸電鉄）
- 神戸市住宅供給公社
- 積水化学工業（積水ハウス）

### 造成工事施工者
- 鹿島建設
- 新井組[2]
- フジタ工業[3]
- 神鉄建設工業[4]（神戸電鉄グループ）